# Tunguski jezik
Tunguski jezik (ISO 639-3: evn; evenački jezik), jezik evenačke podskupine šire sjevernotunguske skupine kojim govori preko 27 000 Tunguza ili Evenaka na području Kine, Rusije i Mongolije. Na području Kine u Unutrašnjoj Mongoliji i Heilongjiangu govori ga 19 000 ljudi (1999 D. Chaoke), nadalje 7 580 u Rusiji u Evenačkom nacionalnom okrugu i Sahalini i u sjevernoj Mongoliji oko 1 000 u aimagu Selenge.
Tunguzi ili Evenki govore brojne dijalekte kojima se služe lokalne skupine, poznati u raznim državama kao Soloni, Čapogir (Chapogir) Khamnigan, Manjagir, Birar ili Biračen, Ile, Ainak i Nakagyr. Dijalekti u Kini su: haila’er, aoluguya (olguya), chenba’erhu (old bargu), morigele (mergel) i huihe (hoy). U Rusiji: manegir, yerbogocen, nakanna, ilimpeya, tutoncana, podkamennaya tunguska, cemdalsk, vanavara, baykit, poligus, uchama, cis-baikalia, sym, tokmo-gornja lena, nepa, donja nepa tungir, kalar, tokko, aldan timpton, tommot, jeltulak, uchur, ayan-maya, kur-urmi, tuguro-chumikan, sahalinski i zeya-bureya.

## Vanjske poveznice
- Ethnologue (14th)
- Ethnologue (15th)